# 下田原期
下田原期（しもたばるき）とは、先島諸島を中心とする時代区分のひとつ。有土器期とも呼ばれ、先島先史時代の前期に当たる。時代の範囲は放射性炭素年代測定により3,500～4,300年前とされており、日本本土の縄文時代に当たる。同時期に縄文文化が北海道から九州まで分布し、沖縄本島でも縄文文化の影響を受けた貝塚文化が栄えていたのに対して先島諸島の下田原文化はまったく異なる文化だったと考えられている。

## 概要
1954年に行われた下田原貝塚の発掘調査によって発見された。
この時代の遺跡数は現時点で15か所が知られており、分布は主に八重山諸島が中心で、それ以外では宮古列島・多良間島の多良間添道遺跡に限られている。
これまで明確な住居跡は確認されていないが、大田原遺跡（石垣島）では竪穴建物や平地建物跡と思われる遺構が検出され、下田原貝塚（波照間島）においては、多くの柱穴や炉跡が確認されていることから、柱を用いた竪穴建物や平地建物が存在した可能性がある。
出土遺物は、牛角状の突起を持つ下田原式土器や石器（石斧、敲石、磨石、石皿など）、貝・骨製品等の人工遺物に加え、自然遺物では魚骨・貝類のほかイノシシの骨も多く出土している。
土器についてはピュウッタ遺跡（石垣島）からの出土が多い。なお、トゥグル浜遺跡（与那国島）からは土器が確認されていないが、石器や骨製品などの種類や組成から、下田原期の文化を有していたと考えられている。白保竿根田原洞穴遺跡（石垣島）からは下田原期の層から土器や磨石等の石器のほか、この時期では初となる人骨も得られており、出土状況から崖葬墓としての性格が想定されている。
先島諸島における約3万年前の旧石器時代の遺跡の時代から下田原期の時代までは2万年近く出土物が殆ど発見されない空白期間があり、下田原期にいきなり人の住んでいた痕跡と土器文化が出現するような形になっている。また下田原期の終期もはっきりせず、下田原期以降から2世紀以降に始まる無土器期（土器を持たない文化の時代）まで2000年近くも人が住んでいた痕跡がはっきりと確認できない時代が続く。なぜ下田原期の文化が消滅したのかは判明しておらず、空白期間後の無土器期の文化の担い手が下田原期からの住民の末裔だったのかそれとも他所から移って来たのかも未解明になっている。
空白期間の時期には巨大な津波が先島諸島を襲った痕跡があるという研究もあり、津波によって下田原期の人々は全滅したか、土器文化や生活痕を残せるほどの人口を失うような壊滅的被害を受けた可能性もある。

## 起源
下田原期の文化は同時期の日本本土における縄文文化やその影響を受けたとされる沖縄本島の貝塚文化とは異質であり、まったく別の文化だとされている。さらに2000年後に先島諸島に出現する無土器期の文化とも関連ははっきりしてしない。
下田原式土器は当時の中国華南・台湾の粟の農耕文化との関連性が、局部磨製石器による扁平石斧はフィリピンなど南方系先史文化との関連性がそれぞれ指摘されている。そのため台湾やフィリピンなどに起源があると考えられてきた。一方でこれらの南方文化にはあった農耕文化が確認できないなど相違点が多くその起源は謎である。一方でヤム芋栽培がおこなわれていたという説もある。近年では白保竿根田原洞穴遺跡で旧石器時代から下田原期に至るまでの空白期間の中間である1万年前の土器が発見されており、同時期の台湾やフィリピンには土器文化は無いためこの土器は日本本土ないしは中国大陸との関係が指摘されている。この土器を下田原式土器と比較分析したところ材質が下田原式土器の古い年代のものと類似していた。
このことから下田原期の文化は従来の説よりも五千年近く起源が古く、南方のみではなく北方にも起源がある可能性が出てきている。